# Țările Coroanei Sfântului Ștefan

Țările Coroanei Sfântului Ștefan: în mijloc, stema Ungariei; în jurul ei (în sensul acelor de ceasornic): stema Croației, a Transilvaniei, a orașului Fiume, a Bosniei și Herțegovinei, a Slavoniei și a Dalmației

Țările Coroanei Sfântului Ștefan (în maghiară Szent István Koronájának Országai / A Magyar Szent Korona Országai, în croată Zemlje krune Svetog Stjepana, în slovacă Krajiny Svätoštefanskej koruny, în germană Länder der Heiligen Ungarischen Stephanskrone) a fost numele oficial al vechiului Regat al Ungariei în cadrul dublei monarhii Austro-Ungaria înființate în 1867. Numele neoficial era jumătatea ungară a Dublei Monarhii sau, din punctul de vedere al funcționarilor și juriștilor vienezi, Transleithania (în latină: „Țara de dincolo de Leitha”). Aceste țări constituiau partea sud-estică a Austro-Ungariei și aveau drept capitală regală Budapesta.
Țările unite ale Coroanei Sfântului Ștefan au cuprins de-a lungul istoriei teritoriile Ungariei contemporante, ale Slovaciei de astăzi, ale Transcarpației, ale Banatului, ale Voivodinei sârbești de astăzi, ale Burgenlandului austriac contemporan, Transilvania de astăzi (în sensul nou și lărgit al termenului), minuscule părți din Polonia de astăzi, fostul regat al Croației și Slavoniei precum și Orașul Fiume și împrejurimile. În contrast cu alte părți ale Monarhiei Habsburgice, toate aceste țări s-au aflat în afara Sfântului Imperiu Roman, care s-a destrămat în 1806. 
Imnul acestei structuri suprastatale habsburgice a fost Doamne, păzește-l pe împăratul Francisc (1826-1918). 

## Privire de ansamblu
În timpul revoluției din 1848/1849, o parte considerabilă din nobilii maghiari au vrut să se rupă de stăpânirea habsburgică, ceea ce habsburgii au împiedicat cu ajutor rusesc. După aceea au urmat ani de rezistență pasivă în Ungaria până când, în urma conflictelor cu Prusia și cu Italia din 1866, slăbitul și vulnerabilul împărat al Austriei s-a văzut silit, în 1867, să-i facă Ungariei concesii substanțiale prin Compromisul austro-ungar: în principal, transformarea unitarului Imperiu austriac în dubla monarhie Austro-Ungaria. Prin această transformare, Ungaria a obținut ca stat o autonomie internă completă în perioada 1867–1918.
Din acel moment, s-a vorbit de două părți ale Dublei Monarhii, care în regiunile de limbă germană se numeau „jumătăți de imperiu” (Reichshälften); în regiunile de limbă maghiară, termenii și denumirile care conțineau „imperial” (Reich) erau evitate în măsura posibilităților. Funcționari și juriști au inventat termenii Cisleithania și Transleithania. Teritoriul Bosnia și Herțegovina, ocupat în 1878 și anexat în 1908, nu aparținea nici unuia dintre cele două state, ci administrat în comun. După unirea oficială a Transilvaniei cu Regatul Ungariei în 1867 – unirea fusese deja proclamată pentru prima dată în 1848/1849 – țările Coroanei maghiare cuprindeau: Regatul Ungariei, Regatul Croației și Slavoniei și orașul liber Fiume.
În 28 octombrie 1918 a fost proclamată, la Praga, Republica Cehoslovacă, care a revendicat suveranitatea asupra „Ungariei de Sus“ locuite majoritar de slovaci. În 29 octombrie 1918, parlamentul croat a anunțat sfârșitul unirii cu Ungaria și apartenența la noul Stat al slovenilor, croaților și sârbilor (care, o lună mai tâziu, avea să fuzioneze cu Regatul Serbiei, pentru a deveni Regatul Iugoslaviei). Transilvania a fuzionat cu Regatul României. La 31 octombrie 1918, Ungaria a desfăcut ultimele legături statale cu Austria, act prin care Austro-Ungaria a încetat să existe.

## Hărți

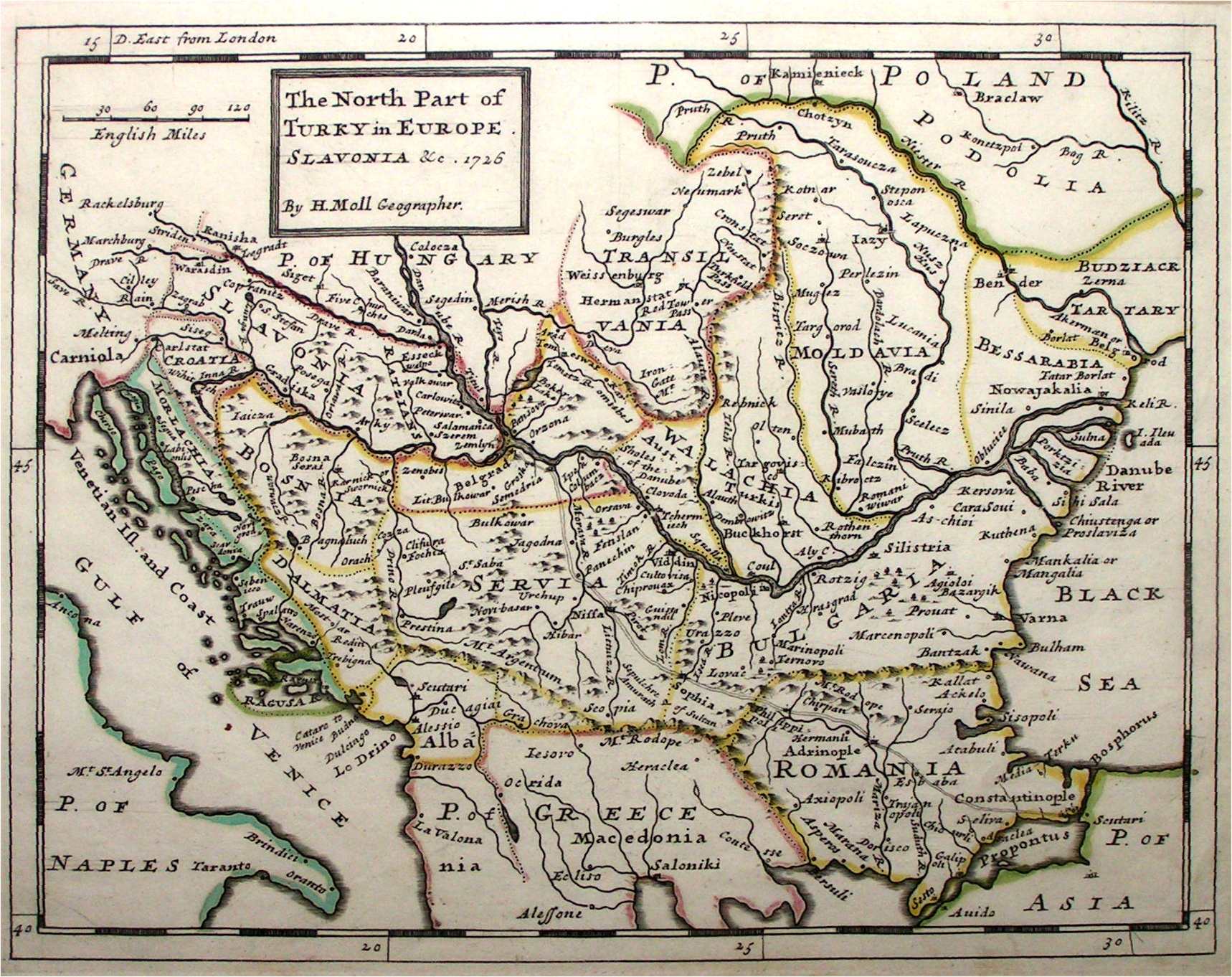
Țările croate (Dalmația, Slavonia și centrul Croației) sunt ușor de recunoscut în partea stângă a acestei hărți englezești de la 1726; teritoriul marcat „Romania” e, de fapt, Rumelia.
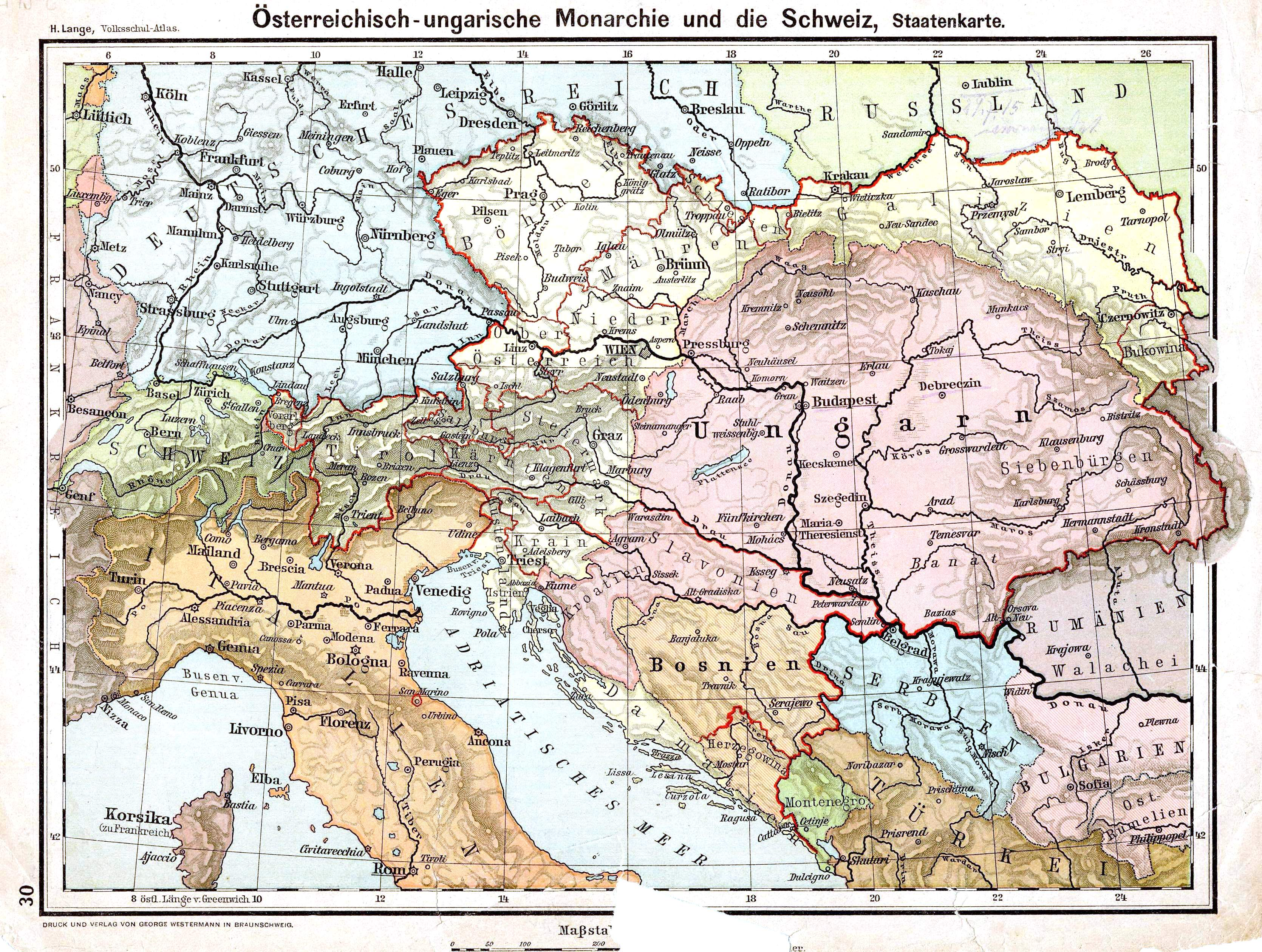
Austro-Ungaria cu Cisleithania (galben), Transleithania (roz) și Bosnia-Herțegovina (portocaliu), în D.H. Lange: Volksschul-Atlas. 1899
Austro-Ungaria în sec. 20 – Țările Coroanei Maghiare sunt 16 (Regatul Ungariei) și 17 Regatul Croației și Slavoniei; 18 este Condominiul Bosnia și Herțegovina, iar restul e Cisleithania

## Listă
| Loc | Țară                                   | Capitală         | Etnii                                             | Religie                                                          | Observații | Stemă     |
| --- | -------------------------------------- | ---------------- | ------------------------------------------------- | ---------------------------------------------------------------- | --- | --------- |
|     | Regatul Ungariei                       | Bratislava, Buda | maghiari, slovaci, sârbi, germani, ruteni, români | romano-catolici, greco-catolici, calviniști                      | În 1526–1541, împărțit între Ferdinand I și Ioan I Zápolya. În 1541–1699, stăpânit parțial de Imperiul otoman. | zentriert |
|     | Regatul Slavoniei                      | Osijek           | sârbo-croați                                      | romano-catolici, ortodocși                                       | În 1526–1699, stăpânit în cea mai mare parte de Imperiul otoman, în 1849 unit cu Regatul Croației, devenit Regatul Croației și Slavoniei, Țară a Coroanei. | zentriert |
|     | Regatul Croației                       | Zagreb           | sârbo-croați                                      | romano-catolici, ortodocși                                       | În 1097–1918 cel mai adesea în uniune personală, iar din 1867 și în uniune reală cu Regatul Ungariei; în 1849 unit cu Regatul Slavoniei, devenit Regatul Croației și Slavoniei, Țară a Coroanei. |           |
|     | Regatul Croației și Slavoniei          | Zagreb           | sârbo-croați                                      | romano-catolici, ortodocși                                       | Fondat în 1849, prin unirea regatelor Croației și Slavoniei. |           |
|     | Orașul Fiume și împrejurimile          | Fiume            | italieni, croați, maghiari                        |                                                                  | Cumpărat în 1465 de Monarhia Habsburgică, în 1526 cedat administrației coroanei maghiare, în 1779 Corpus separatum, în 1809–1815 parte din departamentul Adriatico (din Regatul Italiei, în cadrul Imperiului francez), recuperat de habsburgi în 1815, din 1867 oraș liber al coroanei maghiare, mai târziu comitat | zentriert |
|     | Marele Principat al Transilvaniei      | Cluj, Sibiu      | români, maghiari, sași                            | ortodocși, greco-catolici, Luterani, calviniști, romano-catolici | Țară cucerită în 1687, are principii ei până în 1711. Din 1765 e Mare Principat al imperiului, din 1867 parte a Ungariei. | zentriert |
|     | Banat                                  | Timișoara        | români, maghiari, germani, sârbi                  | romano-catolici, ortodocși, greco-catolici                       | în 1526–1718 stăpânit de Imperiul otoman; din 1718 Țară a Coroanei austriece, din 1779 parte a Ungariei. |           |
|     | Voivodina Sârbească și Banatul Timișan | Timișoara        | sârbi, români, germani, maghiari                  | ortodocși, greco-catolici                                        | Voivodina și Banat, în 1849, s-au separat de Ungaria și de Granița militară bănățeană, devenind Voivodina Sârbească și Banatul Timișan; în 1860, cele două regiuni sunt împățite între Ungaria și Regatul Croației și Slavoniei.                                                                                     |           |